# ヘラクレス (1958年の映画)
『ヘラクレス』（原題：Le fatiche di Ercole / Hercules）は、1958年制作のイタリア映画。
ロドスのアポローニオスの原作『アルゴナウティカ』を映画化した冒険アクション映画。イタリア産の史劇アクション映画（ソード&サンダル）ブームに火を付けた作品。続編『ヘラクレスの逆襲』も制作された。

## あらすじ
古代のテッサリア（現・ギリシャ）。ヨルコの国王エリーネは大臣エユリストと組んだ弟ペリアに殺害され、ペリアが王位に就いた。さらにペリアは王位の正統な継承者たるエリーネの幼い息子ジャソーネをも殺そうとするが、ジャソーネは近衛隊長のキローネと共に国外へ逃亡する。
ペリアは勇士の聞こえ高いヘラクレスを新たな近衛隊長として呼び寄せる。ある時、城の近くにライオンが出没し、血気はやるペリアの息子イフィトはヘラクレスの制止も聞かずに立ち向い、殺されてしまったため、ペリアはイフィトの死はヘラクレスの責任だとして、罪の償いとして牡牛と戦うことを命じた。ヘラクレスは牡牛を倒したが、牛に傷つけられて死にかけているキローネに会う。キローネはペリアとエユリストが前王を殺したことと、ジャソーネを王位に就けることをヘラクレスに頼み、息絶える。
ヘラクレスは王位の象徴である金羊毛をジャソーネの手に取り戻すため、キローネが隠した金羊毛を探す旅に出かける。
過酷な冒険の末、金羊毛はジャソーネの手に戻ったが、エユリトスの策略でヘラクレスは投獄されてしまう。ペリアの娘ヨーレの手で脱獄したヘラクレスは敵を次々となぎ倒し、エユリトスを殺した。ペリアは自ら毒杯を飲み、ヨーレに一切を告白して息絶えた。
ジャソーネは王位に就き、ヘラクレスとヨーレはめでたく結ばれるのだった。

## キャスト

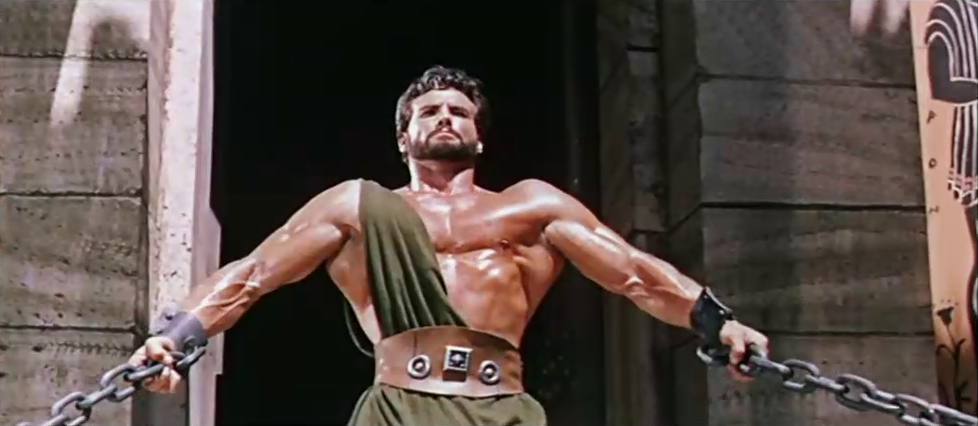
ヘラクレス役のスティーヴ・リーヴス

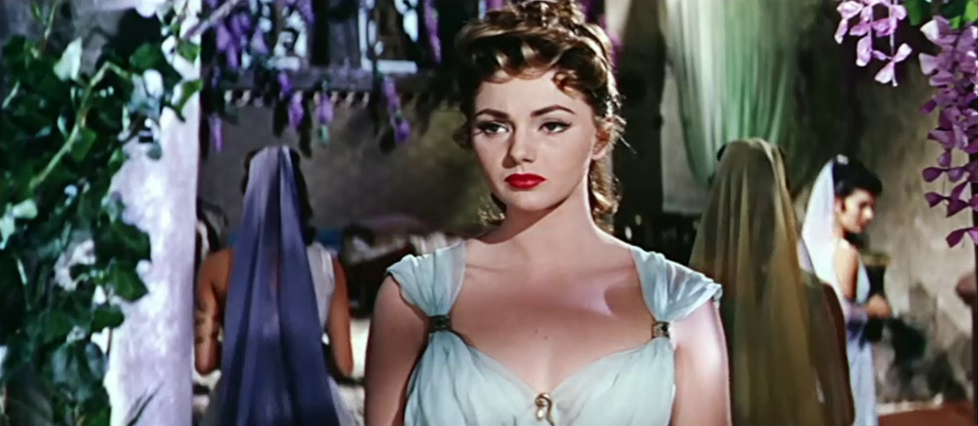
ヨーレ役のシルヴァ・コシナ

- ヘラクレス：スティーヴ・リーヴス（吹替：小林修）（イタリア語ダビング：エミリオ・チブーリ[1]）
- ヨーレ：シルヴァ・コシナ（吹替：武藤礼子）
- ジャソーネ：ファブリツィオ・ミオーニ（吹替：納谷六朗）
- ペリア：イヴォ・ガラーニ（吹替：西桂太）
- エユリトス：アルトゥーロ・ドミニチ（吹替：千葉耕市）
- キローネ：アフロ・ポーリ
- アンティア：ジャンナ・マリア・カナーレ
- イフィト：ミンモ・パルマラ
- ヨーレの従女：ルチアナ・パルッツィ
- 幼少期のイフィト：Guido Martufi
- 幼少期のヨーレ：パオラ・カトリーニ

※テレビ放映：東京12チャンネル「木曜洋画劇場」1971年5月13日

## 影響
- イタリアで無名だったスティーヴ・リーヴスが主役に抜擢されたのは、主役選びで困っていたピエトロ・フランチーシに、ボディビル雑誌を見ていた娘が「この人がいい」と言って決め、アメリカのスティーヴ・リーヴスに出演料$10,000を提示、前金で$5,000を同封した手紙が送られてきて監督の本気度を理解して渡欧した[3]。元ボディビルのチャンピオンながらアメリカでは俳優としては無名だったスティーヴ・リーヴスは本作の大ヒットで一躍スターダムになり、1950年代末から1960年代にソード&サンダルの大スターとなった。
- リーヴスの母国アメリカ合衆国では配給権を買い取ったジョーゼフ・E・レヴィーンの配給によって公開され、こちらも大ヒットした[4][5][6]。
- シルヴェスター・スタローン[7]やアーノルド・シュワルツェネッガー[8]、ドウェイン・ジョンソン[9]は、幼少期に本作を観賞したことが後にアクションスターとなるきっかけとなった。